# Coccoderus sexguttatus
Coccoderus sexguttatus là một loài bọ cánh cứng trong họ Cerambycidae.